# Stazione di Lubiana Stegne
La stazione di Lubiana Stegne (in sloveno Železniško postajališče Ljubljana Stegne) è una stazione ferroviaria posta sulla ferrovia Tarvisio-Lubiana. Serve il comune di Lubiana ed è situata nei pressi dell'area di Dravlje e della zona industriale di Stegne.